# Cesmínotvaré
Cesmínotvaré (Aquifoliales) je řád vyšších dvouděložných rostlin.

## Charakteristika
Řád Aquifoliales zahrnuje opadavé nebo stálezelené dřeviny se střídavými jednoduchými listy. Květy jsou pravidelné, zpravidla
drobné, s okvětím rozlišeným na kalich a korunu. Počet tyčinek odpovídá počtu korunních lístků. Semeník je svrchní nebo spodní. Plodem je nejčastěji kulovitá peckovice, řidčeji bobule nebo křídlatá nažka (samara).
Řád je nevelký, obsahuje pouze 20 rodů v 5 čeledích. Na rody nejbohatší čeledí jsou Stemonuraceae (12 rodů), na druhy je nejbohatší čeleď cesmínovité (Aquifoliaceae) s jediným rodem (přes 500 druhů).

## Taxonomie
V dřívějších systémech nebyl tento řád většinou zastoupen. Čeleď cesmínovité (Aquifoliaceae) byla nejčastěji řazena do řádu jesencotvaré (Celastrales), některé rody zbylých čeledí byly součástí široce pojaté čeledi Icacinaceae.

## Přehled čeledí
- cesmínovité (Aquifoliaceae)
- helvingiovité (Helwingiaceae)
- Cardiopteridaceae
- Phyllonomaceae
- Stemonuraceae[4]